# デスティエンヌ・ドルヴ級通報艦
デスティエンヌ・ドルヴ級通報艦（フランス語: Aviso Classe D'Estienne d'Orves, 英: D'Estienne d'Orves-class aviso）またはA69型通報艦（Aviso A69）は、フランス海軍の通報艦。1976年から1984年にかけて17隻が建造され、アルゼンチン海軍に3隻が輸出されたほか、フランス海軍の退役艦をトルコ海軍が購入して運用している。

## 来歴
フランス植民地帝国の最盛期と比べれば縮小したとはいえ、アルジェリア戦争後の1960年代末においても、フランスは世界各地に海外県・海外領土を有しており、海軍はそれらの地域での洋上警備・救難任務に充当するための艦艇を擁していた。一方、同時期に植民地の独立戦争を戦っていたポルトガル海軍は、同様のニーズに対応するためジョアン・コーチニョ級コルベットを建造・配備した。これは現代の通報艦とのコンセプトのもと、沿岸〜近海域における警備・救難および対地火力投射任務を遂行できる低コストのコルベットとして開発されており、良好な評価を受けた。これを受けて、同様のコンセプトに基づくフランス版として開発されたのが本級である。
なお当初の計画では、同一の設計に基づいて、通報艦としてのA69型と、艦隊護衛艦としてのA70型が設計され、ル・コルス級フリゲート（E50型）、ル・ノルマン級フリゲート（E52型）、コマンダン・リヴィエル級フリゲートを更新して35隻が配備される予定であったが、最終的に前者のみが実現し、配備数も17隻に削減された。

## 設計

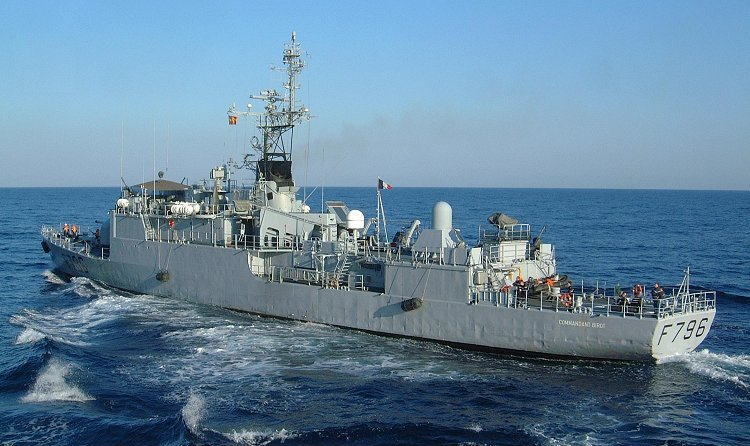
写真は「コマンダン・ビロ」。

運用人員の削減と、海外県・海外領土の比較的簡易な港湾設備でも運用できる必要から、小型化が強く要請された。小型の艦型で船内容積を確保するため、中央船楼型が採用された。また海外展開の必要上から長距離航続性能が要求されたため、ディーゼル主機が採用されており、V型12気筒中速ディーゼルエンジンであるSEMT ピルスティク12PC2 V400（12,000 bhp）が2基、両舷2軸の推進器（可変ピッチ式スクリュープロペラ）に1基ずつ接続されているが、これはジョアン・コーチニョ級と同構成である。なお抗堪性よりは整備性を重視して、主機室は1室構成とされている。
また小型艦ながら航洋性が求められたことからフィンスタビライザーも装備された。

## 装備
小さな船体規模に比して、兵装は充実している。ジョアン・コーチニョ級は防空火力・対水上火力は砲熕兵器のみという砲装型コルベットであったが、本級では船楼後端にエグゾセ艦対艦ミサイル（初期建造艦ではMM38×2発、後期建造艦ではMM40×4発）を、また後部上部構造物の前方に550mm魚雷発射管2基ずつ（再装填機構なし）を搭載した。また主砲も大口径のMle.68 100mm単装速射砲（のちにCADAM改修）とされた。メインセンサーとなる対空・対水上レーダーとしてはDRBV-51 トリトンが搭載される。これはCバンドの2次元レーダーで、レーダー反射断面積2m2（小型戦闘機相当）の空中目標を30kmで探知できる。これを中核とした戦術情報処理装置としてVegaも搭載された。また長射程のエグゾセMM40を搭載した艦では、リンク 11の運用に対応したOPSMER指揮支援システムも搭載された。
1980年代末の近代化改装で、AMBL-1A 34連装デコイ発射機やAN/SLQ-25対魚雷デコイが搭載されるとともに550mm魚雷発射管に対潜攻撃能力が付与された。一部艦にはミストラル近接防空ミサイルのSIMBAD連装発射機も搭載されている。一方で、就役当初は375mm対潜ロケット6連装発射機を搭載していたが、改装に伴い順次降ろされている。

## 同型艦

### 運用史
冷戦期には大西洋に展開し、沿海域を中心にした対潜哨戒・海外領土パトロールに用いられた。現在では、国際平和活動・海上治安活動など戦争以外の軍事作戦にも用いられている。
現在ラファイエット級フリゲートにより一部の艦は更新され、8隻が既に退役した。そのうち、6隻はフランス海軍を除籍後にトルコ海軍に売却され、B級コルベットとなっている。残る9隻はFREMM計画艦により更新予定とされていたが、同計画の縮小に伴ってこの予定も不透明となっている。なおアルゼンチンへ輸出されたドゥルモン級の初期の2隻は、本来は南アフリカ海軍向けのグッド・ホープ級であったが、国連安保理決議418号に基づいた国際連合による制裁措置のため輸出が差し止められた艦を、アルゼンチンが購入したものである。

### 一覧表
| #    | 艦名                                                                    | 退役                                                      |
| ---- | ----------------------------------------------------------------------- | --------------------------------------------------------- |
| F781 | デスティエンヌ・ドルヴ (D'Estienne d'Orves)                             | 1999年、トルコ海軍コルベット F-503 ベイコズ(Beykoz)       |
| F782 | アミヨ・ダンヴィユ (Amyot d'Inville)                                    | 1999年、トルコ海軍コルベット F-504 バルティ(Bartin)       |
| F783 | ドログー (Drogou)                                                       | 2000年、トルコ海軍コルベット F-501 ボドルム(Bodrum)       |
| F784 | デトロヤ (Détroyat)                                                     | 1997年                                                    |
| F785 | ジャン・ムーラン (Jean Moulin)                                          | 1999年                                                    |
| F786 | カルティエ＝メートル・アンクティル (Quartier-Maître Anquetil)           | 2000年、トルコ海軍コルベット F-502 バンドゥルマ(Bandirma) |
| F787 | コマンダン・ド・ピモーダン (Commandant de Pimodan)                      | 2000年、トルコ海軍コルベット F-500 ボズジャアダ(Bozcaada) |
| F788 | スゴン＝メートル・ル・ビアン (Second-Maître Le Bihan)                   | 2002年、トルコ海軍コルベット F-505 バフラ(Bafra)          |
| F789 | リュートナン・ド・ヴェソ・ル・エナフ (Lieutenant de vaisseau Le Hénaff) | 2020年7月31日                                             |
| F790 | リュートナン・ド・ヴェソ・ラヴァレ (Lieutenant de vaisseau Lavallée)    | 2018年7月2日                                              |
| F791 | コマンダン・レルミニエ (Commandant L'Herminier)                         | 2018年7月2日                                              |
| F792 | プルミエ＝メートル・レール (Premier-Maître L'Her)                       | 2024年7月1日                                              |
| F793 | コマンダン・ブレゾン (Commandant Blaison)                               |                                                           |
| F794 | アンセーニュ・ド・ヴェソ・ジャクベ (Enseigne de vaisseau Jacoubet)      |                                                           |
| F795 | コマンダン・デュキン (Commandant Ducuing)                               |                                                           |
| F796 | コマンダン・ビロ (Commandant Birot)                                     |                                                           |
| F797 | コマンダン・ブーアン (Commandant Bouan)                                 |                                                           |

#### ドゥルモン級
| 艦番号 | 艦名                     | 就役                                             |
| ------ | ------------------------ | ------------------------------------------------ |
| P-31   | ドゥルモン (Drummond)    | 1978年、南アフリカ海軍艦グッド・ホープとして建造 |
| P-32   | ゲリコ (Guerrico)        | 1978年、南アフリカ海軍艦トランスバールとして建造 |
| P-33   | グランビーレ (Granville) | 1981年                                           |